# Vinegar Hill

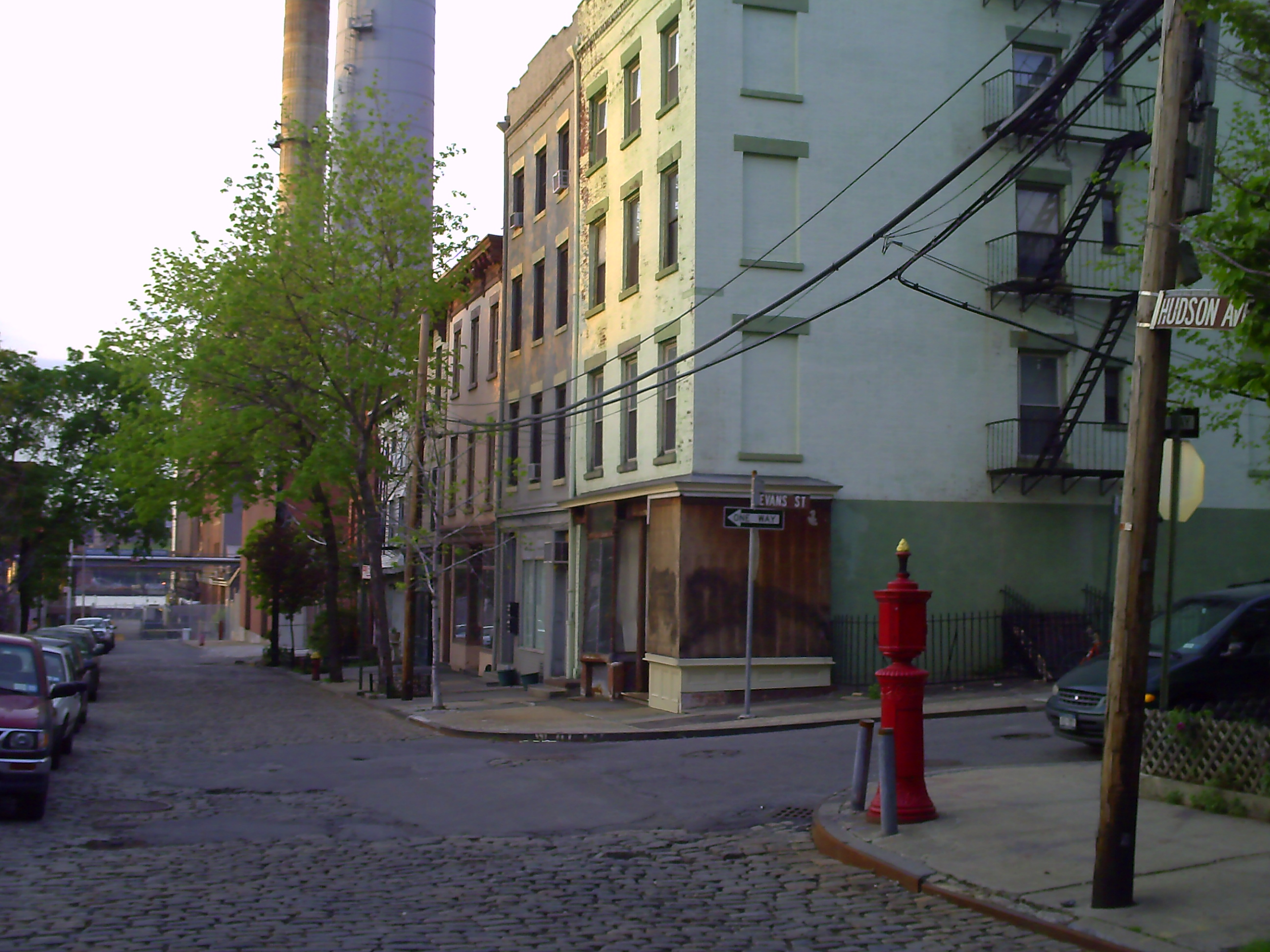
A avenida Hudson em Vinegar Hill.

Vinegar Hill é um bairro de Brooklyn, em Nova Iorque. 